# Geoffrey J. Gordon
Geoffrey J. Gordon ist ein Informatiker und Professor am Machine Learning Department der Carnegie Mellon University in Pittsburgh und seit 2018 Forschungsdirektor des Microsoft Montréal lab. Im Bereich maschinelles Lernen und künstliche Intelligenz erforscht er bestärkendes Lernen, statistisches und relationales Lernen,
und anytime Varianten des A*-Such-Algorithmus. Ein anytime Algorithmus kann eine halbwegs gute Lösung zurückgeben, auch wenn er unterbrochen wird, da er schnell ein Ergebnis produziert und es später verbessert. Mitte 2018 veröffentlichte das Microsoft Lab TextWorld in Opensource Lizenz. Es generiert Spiele, die ein künstliches neuronales Netz trainieren können. Natürliche Sprache und bestärkendes Lernen passen noch nicht so richtig zusammen und die Veröffentlichung soll Forschung in dem Bereich anregen.
1991 erlangte Gordon einen B.A. in computer science der Cornell University, und 1999 einen Phd der Carnegie Mellon Universität.